# Sidney Frances Bateman
Sidney Frances Bateman (New Jersey, 29 marzo 1823 – Londra, 13 gennaio 1881) è stata un'attrice teatrale, commediografa e direttrice teatrale statunitense.

## Biografia
Sidney Frances Bateman era la figlia di Joseph Cowell, un attore comico inglese che si trasferì in America, e dell'attrice Frances Sheppard. Crebbe in una fattoria in Ohio e fu istruita a Cincinnati. All'età di quattordici anni, iniziò la sua carriera di attrice a New Orleans.
All'età di sedici anni sposò Ezechia Linthicum Bateman (H. L. Bateman), anch'egli attore e direttore teatrale. Si spostarono a Saint Louis nel 1850 prima di trasferirsi a New York e successivamente a Londra, dove il marito diresse il Lyceum Theatre.
Sidney Frances Bateman assieme al marito e alle sue due figlie più grandi, Kate ed Ellen, rispettivamente di sei e quattro anni, dal 1848 iniziarono ad effettuare tournée come star; fu un'attrice e autrice di numerosi spettacoli popolari, in uno dei quali, Self (1857), lei e il marito ottennero un grande successo, e risultò uno dei primi drammi di "società" e satira sociale scritto da una donna per il palcoscenico americano.
Dopo la morte del marito nel 1875, Sidney Frances Bateman continuò a gestire il Lyceum Theatre per altri tre anni fino a quando non ebbe un disaccordo con l'attore Henry Irving (il primo attore a ricevere, nel 1895, il cavalierato), sulla qualità della recitazione delle sue figlie, e sulla necessità, secondo Irving, di avere altri attori e attrici al suo fianco con un'età maggiore.
Sidney Frances Bateman diventò poi manager del teatro del Sadler's Wells, che gestì fino alla sua morte, il 13 gennaio 1881. Fu la prima a portare in Inghilterra una compagnia interamente americana con un'opera americana, The Danites del poeta e drammaturgo statunitense Joaquin Miller.
I coniugi Bateman ebbero otto figli, tre delle quattro figlie furono istruite e introdotte nel palcoscenico. Le due più anziane, Kate Josephine (nata nel 1842) e Ellen (nata nel 1845), conosciute come "Bateman Children", iniziarono la loro carriera teatrale in tenera età assieme ai genitori. Nel 1862 Kate recitò a New York come Giulietta e Lady Macbeth, e tre anni dopo sposò George Crowe, ma tornò sul palcoscenico nel 1868, interpretando successivamente Lady Macbeth con Henry Irving, e nel 1875 nella parte della regina nella Queen Mary di Alfred Tennyson; inoltre aprì a Londra una scuola di recitazione.